# Ruth-Anne Cunningham
Ruth-Anne Cunningham (n. 2 de abril de 1988) es una cantante, compositora y productora de Donaghmede, Dublín, Irlanda. Durante su carrera ha compuesto para varios artistas, tales como JoJo y Pixie Lott. Más recientemente cocompuso «Work Bitch» de Britney Spears (2013).

## Discografía como compositora

### 2005
- Shakaya — «Are You Ready»

### 2006
- JoJo — The High Road — «Too Little Too Late»

### 2007
- Katharine McPhee — Katharine McPhee — «Over It»

### 2008
- Sarah Connor — Sexy as Hell — «Fall Apart»

### 2009
- Pixie Lott — Turn It Up — «Turn It Up»
- Pixie Lott — Turn It Up — «My Love»

### 2010
- Pixie Lott — Turn It Up Louder — «Broken Arrow»

### 2011
- Westlife — Greatest Hits — «Beautiful World»

### 2012
- Professor Green — At Your Inconvenience — «Remedy» con Ruth-Anne
- Baptiste Giabiconi — Oxygen — «Sliding Doors»
- Baptiste Giabiconi — Oxygen — «Lightyear»

### 2013
- Devlin — «Rewind» con Diane Birch
- Britney Spears — «Work Bitch»
- Avicii — «All You Need Is Love»